# Файнбрун, Наоми
Наоми Файнбрун (первоначальное имя Ноэмия Ароновна Файнбрун, ивр. נעמי פיינברון-דותן‎, англ. Naomi Feinbrun или англ. Naomi Feinbrun-Dothan, 1900 — 8 марта 1995, Иерусалим) — израильский ботаник, одна из первых профессоров женского пола в Еврейском университете в Иерусалиме.

## Биография
Наоми Файнбрун родилась в Москве в семье приверженцев сионизма в 1900 году. Её родители, зубной врач Арон Меерович Файнбрун (1865, Кишинёв — ?) и Ента (впоследствии Рахиль) Иосифовна Филер, были активистами бессарабского отделения молодёжного движения Ховевей Цион.
Вскоре после её рождения семья вернулась в Кишинёв, где она училась в начальной школе (где изучала иврит по одному часу каждый день), а затем в еврейской профессиональной школе для девочек (со смешанным обучением на идише и русском языке). Её семья вновь уехала в Москву в 1908 году и после окончания средней школы (с отличием) в 1918 году Файнбрун начала учиться на факультете естественных наук в Московском университете.
Когда её семья вернулась в Бессарабию в 1920 году, Наоми продолжила своё обучение в университете в городе Клуж (Трансильвания), где она получила первую степень по ботанике в 1923 году; затем она преподавала естественные науки в кишинёвской еврейской профессиональной школе для девочек.
В 1924 году вся семья Наоми эмигрировала в Палестину. В 1925 году в исследовательском туре для учителей естественных наук к горе Тэвор Фейнбрун встретила Александра Эйга (1894—1938), ботаника, который вёл тур; Эйг запустил в ней энтузиазм быть исследователем и оставался её наставником и коллегой до своей смерти в 1938 году; тёплые чувства, которые Наоми испытывала к Эйгу и близкие рабочие отношения между ними отчасти объясняют тот факт, что она никогда не вышла замуж. Файнбрун проводила новаторские исследования флоры Израиля и Ближнего Востока вплоть до своей смерти. Она описала 100 видов растений. В 1991 году Файнбрун получила государственную премию Израиля.
Наоми Файнбрун умерла 8 марта 1995 года.

## Научная деятельность
Наоми Файнбрун специализировалась на семенных растениях.

## Публикации

### Книги
- Eig, A., M. Zohary, N. Feinbrun. Analytical Flora of Palestine (Hebrew). Jerusalem: 1931.
- Zohary, M., N. Feinbrun. Analytical Flora of Palestine. Second edition. Jerusalem: 1948.
- Zohary, M., N. Feinbrun. Flora of the Land of Israel: Iconography. Plates by Ruth Koppel. I. Pls. 1-50, 1949; 11. Pls. 51-100, 1952; III. Pls. 101—151 (Hebrew and English editions). Jerusalem: 1959.
- N. Feinbrun. Wild Plants in the Land of Israel. Plates by Ruth Koppel. Tel Aviv: 1960 (Hebrew and English editions).
- N. Feinbrun. Flora Palaestina. Part 3: Ericaceae-Compositae. Part 4: Monocotyledoneae. Jerusalem (in preparation).

### Статьи на иврите
- «Useful wild plants in Palestine». Ha-Sadeh 10 (1930): 298—301, 362—368; 433—477.
- «On the vegetation of Tel Aviv». Nature and Country 2 (1933): 124—128.
- «Alexander Eig: A Biography». Nature and Country 5 (1938): 412—418.
- «The genus Bellevalia in Palestine». The Magnes Volume (1938): 386—389; The Rose: Edited and revised from a manuscript by the late M. Schwartzman. Tel Aviv: 1948, 1-64.
- «The contribution of the late Tuvia Kushnir to the plant knowledge of Palestine». Nature and Country 7 (1948): 478—480.
- «In memory of a young botanist, Yitzhak Halevi». Ha-Sadeh 28 (1948): 453—455.
- «Cytology». In Encyclopedia of Agriculture, vol. 1.: 1966.
- «Species of Lycium in Palestine». Mada 13 (1968): 221—224.

### Статьи на немецком языке
- «Beitraege zur Kenntnis der Variabilität von Aegilops ventricosa Tausch». Feede Repert. nov. Spec. Regni veg. 28 (1930): 65-66.
- «Beitraege zur Kenntnis der Umbelliferen Transjordaniens». Feede Repert. nov. Spec. Regni veg. 29 (1931): 133—136.
- «Ein Beitrag zur Kenntnis der Flora des Amanus-Gebirges (Syrien)». Beih. Bot. Centralbl. 51 (1933): 374—388.
- «Ueber die Variabilität von Trigonella monspeliaca L. und die pflanzen-geographischen Verhältnisse ihrer Formen». Beih. Bot. Centrabl. 51 (1933): 389—396.

### Статьи на английском языке
- «New data on some cultivated plants and weeds of the Early Bronze Age in Palestine». Palest. J. Bot. Jerusalem ser. 1 (1938): 238—240.
- «A monographic study on the genus Beb levalia Lapeyr. (Caryology, Taxonomy, Geography)». Palest. J. Bot. Jerusalem ser. 1 (1938—1940): 42-54; 131—142; 336—409.
- «Poa series Roshev. of Palestine and Syria». Bull. of misc. Inf. R. Bot. Gdns. Kew, 7 (1940): 277—285.
- «The genus Ornithogalum in Palestine and neighbouring countries». Palest. J. Bot. Jerusalem ser. 2 (1941): 132—150.
- «On the occurrence of Drosera rotundifolia L. in Lebanon». Palest. J. Bot. Jerusalem ser. 2 (1942): 251—252.
- «Allium section Porrum of Palestine and the neighbouring countries». Palest. J. Bot. Jerusalem ser. 3 (1943): 1-21.
- «A new Rheum species from Palestine». Palest. J. Dot. Jerusalem ser. 3 (1944): 117—118.
- «Materials for a revised Flora of Palestine I». Proc. Linn. Soc. London 157 (1944—1945): 46-54.
- «The genus Rhamnus in Palestine». Palest. J. Bot. Jerusalem ser. 3 (1946): 167—169.
- «A new nettle from Huleh». Palest. J. Bot. Jerusalem ser. 4 (1947): 114—115.
- «Further studies on Allium of Palestine and the neighbouring countries». Palest. J. Bot. Jerusalem ser. 4 (1948): 144—157.
- «Plants new for Palestine III». Palest. J. Bot. Jerusalem ser. 4 (1949): 237—238.
- «Chromosome counts in Palestinian Allium species». Palest. J. Bot. Jerusalem ser. 5 (1949): 13-16.
- «The genus Colchicum of Palestine and neighbouring countries». Palest. J. Bot. Jerusalem ser. 6 (1953): 71-95.
- «Chromosomes and taxonomic groups in Allium». Caryologia 6 (1954), suppl., 1036—1041, Proc. 9th Int. Cong. Genetics.
- «Chromosome numbers in the genus Colchicum». Bull. Res. Counc. Israel 6B (1957): 283.
- «Chromosome numbers in Crocus». Genetica 29 (1958): 172—192.
- «Chromosome numbers and evolution in the genus Colchicum». Evolution 12 (1958): 173—188.
- «Spontaneous Pineta in the Lebanon». Bull. Res. Counc. Israel 7D (1959): 132—153.
- «Materials for a revised Flora of Palestine II». Bull. Res. Counc. Israel 8D (1960): 169—172.
- «Revision of the genus Hyacinthella Schur». Bull. Res. Counc. Israel IOD (1961): 324—347.
- «Taxonomic studies on Papaver Sect. Orthorhoeades of Palestine and of some other Mediterranean countries». Israel J. Bot. 12 (1963): 74-96.
- «Chromosomes of some East-Mediterranean Papaver species». Caryologia 16 (1963): 649—652.
- «The genus Iphiona in Palestine». Israel J. Bot. 15 (1966): 22-24.
- «The genus Lycium in the Flora Orientalis region». Collnea bot. 7 (1968): 359—379.
- «A taxonomic review of European Cuscutae». Israel J. Bot. 19 (1970): 19-29.
- «Cuscuta». In Flora Europaea, vol. 3 (manuscript).

## Почести
В её честь были названы следующие виды растений: Astragalus feinbruniae (1970), Bellevalia feinbruniae (1970) и Colchicum feinbruniae (1992).